# Carlos Monden
Carlos Monden (Santiago, 28 de junio de 1937-Ciudad de México, 22 de abril de 2011) fue un actor mexicano nacido en Chile que desarrolló una amplia carrera en cine y televisión.

## Biografía
Debutó como actor a comienzos de la década de 1960 trabajando en la televisión, el cine y el teatro. Su primera telenovela fue Siempre tuya (1964). En cine debutó en la película Los tres farsantes (1965), dirigida por Antonio Fernández, donde compartió créditos con Virginia Gutiérrez y Rafael Llamas. En 1984 conoció a la actriz Irán Eory, con quien mantuvo un romance en unión libre por 18 años hasta la muerte de ella en 2002. 
Monden murió el 22 de abril de 2011 en el Hospital Santa Elena de la Ciudad de México, donde ingresó el 7 de abril a causa de un paro cardíaco. A pesar de que el personal del hospital logró estabilizarlo, su salud se agravó y falleció a causa de la anemia y el problema renal que padecía. Sus restos fueron cremados y sepultados en Mausoleos del Ángel en la capital.

## Filmografía

### Televisión
- Siempre tuya (1964)
- Una mujer (1965)
- El corrido de Lupe Reyes (1966) .... Palemón
- Amor sublime (1967)
- Obsesión (1967)
- Adriana (1967)
- Sonata de otoño (1967) .... Carlos
- Rosario (1969) .... Federico
- Una plegaria en el camino (1969)
- La Constitución (1970) .... Félix Fulgencio Palavicini
- Velo de novia (1971)
- Pequeñeces (1971) .... Fernando
- El amor tiene cara de mujer (1971) .... Eduardo
- El carruaje (1972) .... Maximiliano de Habsburgo
- Barata de primavera (1975-1976) .... Javier
- Acompáñame (1977) .... Octavio
- Viviana (1978-1979) Telenovela .... Manzor
- La señorita Robles y su hijo (1979)
- Juventud (1980) .... Don Ricardo
- Aprendiendo a vivir (1984) .... Juan Manuel
- Dulce desafío (1988-1989) .... Ricardo Balboa
- Alcanzar una estrella II (1991) .... Servando
- Tenías que ser tú (1992-1993) .... Lorenzo Bermúdez
- A flor de piel (1994) .... Don Julián
- Sin ti (1997-1998) .... Profesor Prado
- Por tu amor (1999) .... Arq. Leoncio Ariza
- Por un beso (2000-2001) .... Ignacio Ballesteros
- Aventuras en el tiempo (2001) .... Ángel del Huerto (adulto)

### Cine
- Los tres farsantes (1965) .... Luis (episodio "El ladrón")
- La muerte es puntual (1967)
- Blue Demon en pasaporte a la muerte (1968)
- La carrera del millón (1971)
- Supervivientes de los Andes (1976)
- El sexo me da risa (1979)
- Nora la rebelde (1979) .... Actor de televisión
- Huevos rancheros (1982)
- Sexo vs. sexo (1983)
- Chile picante (1983) .... (episodio "La Infidelidad")
- Se me sale cuando me río (1983)
- Escuela de placer (1984)
- El rey del masaje (1985)
- Fiebre de amor (1985)
- Para que dure no se apure (1988)
- Viva la risa II (1989)
- Entre cornudos te veas (1989)
- Fugitivos del diablo (1990)
- El Chivo (1992) .... Camilo Macías
- Un ángel para los diablillos (1993) .... Ramiro Cifuentes
- La lotería (1993)
- La asesinadita (1994)

## Series
- El Show de Eduardo II (1976-1981) .... Varios personajes
- Cachún cachún ra ra! (1981) .... Papá de Calixto